# Pseudostenophylax transbaicalensis
Pseudostenophylax transbaicalensis là một loài Trichoptera trong họ Limnephilidae. Chúng phân bố ở miền Cổ bắc.